# Hyalobathra unicolor
Hyalobathra unicolor is een vlinder van de familie van de grasmotten (Crambidae). De wetenschappelijke naam van deze soort is voor het eerst voorgesteld als Isocentris unicolor door William Warren in een publicatie uit 1895. De spanwijdte bedraagt ongeveer 2 centimeter.
De soort komt voor in Australië (Queensland, Nieuw-Zuid-Wales).